# Джими Кимъл
Джеймс Крисчън „Джими“ Кимъл (на английски: James Christian „Jimmy“ Kimmel; роден на 13 ноември 1967 г.) е американски телевизионен водещ, продуцент, сценарист, комик, музикант и актьор. Той е водещ и изпълнителен продуцент на токшоуто „Джими Кимъл на живо!“, което се излъчва по ABC от 26 януари 2003 г. През 2012, 2016 и 2020 г. води наградите Еми. От 2013 г. има звезда на Холивудската алея на славата.

## Избрана филмография
- „Пес патрул: Филмът“ (2021)
- „Бебе Бос 2: Семейни работи“ (2021)
- „Малки титани: В готовност! Филмът“ (2018)
- „Статусът на Брад“ (2017)
- „Санди Уекслър“ (2017)
- „Бебе Бос“ (2017)
- „Смърфовете 2“ (2013)
- „Проектът Х“ (2012)
- „Гарфилд“ (2004)
- „Като Майк“ (2002)
- „Голямото пътуване“ (2000)